# ヒットパック・シリーズ 街角のラブソング / ゆれる午後
『ヒットパック・シリーズ 街角のラブソング / ゆれる午後』（ - まちかどのラブソング / ゆれるごご）は、南沙織17枚目のコンパクト盤。1977年8月21日発売。発売元はCBSソニー。規格品番: 08EH-31。

## 解説
1976年から1977年にかけて発売されたA面2曲、B面2曲が収録されたコンパクト盤『ヒットパック・シリーズ』の南沙織盤第6弾。
17thアルバム『Hello! Cynthia』と同時発売された。
現時点でシンシア最後のヒットパック・シリーズの作品となっている。

## 収録曲

### Side A
1. 街角のラブソング
  - 作詞・作曲: つのだひろ、編曲: 萩田光雄
2. アリスの世界
  - 作詞: 有馬三恵子、作曲: 筒美京平、編曲: 水谷公生
  - 16thアルバム『午後のシンシア』から収録。

### Side B
1. ゆれる午後
  - 作詞: 有馬三恵子、作曲: 筒美京平、編曲: 萩田光雄
2. いつか逢えますね
  - 作詞: 有馬三恵子、作曲: 筒美京平、編曲: 船山基紀
  - 16thアルバム『午後のシンシア』から収録。

## 関連作品
- ヒットパック・シリーズ
  - ヒットパック・シリーズ 青春に恥じないように / 気がむけば電話して
  - ヒットパック・シリーズ 17才 / 潮風のメロディ / 純潔 / ともだち
  - ヒットパック・シリーズ 哀愁のページ / 早春の港 / 傷つく世代 / 色づく街
  - ヒットパック・シリーズ 人恋しくて / ひとかけらの純情 / 気がむけば電話して / 青春に恥じないように
  - ジャニス・イアンとシンシアのゆたかなめぐり逢い